# 白鳥町 (岐阜縣)
白鳥町（日语：／ Shirotori chō */?）是位于岐阜縣郡上郡的一町。2004年，與郡上郡7町村合併為郡上市。